# Санта Моника (Фиренца)
Санта Моника (итал. Santa Monica) је насеље у Италији у округу Фиренца, региону Тоскана.
Према процени из 2011. у насељу је живело 20 становника. Насеље се налази на надморској висини од 91 м.